# Луостари (станция)
Луостари — железнодорожная станция 5 класса Мурманского региона Октябрьской железной дороги. Находится в одноимённом населённом пункте в Печенгском районе Мурманской области.

## География
Расположена на правом берегу реки Малая Печенга.
Участки:
Кола (перев.) — Никель-Мурманский
Луостари — о.п. Печенга
Расстояние до узловых станций (в километрах): Кандалакша — 402, Кола (перев.) — 140, Печенга — 14, Мурманск — 150.
Соседние станции (ТР4): 017459 Титовка, 017919 Семужная, 017923 5 км

## Коммерческие операции
- Прием и выдача повагонных отправок грузов, допускаемых к хранению на открытых площадках станций.
- Прием и выдача грузов повагонными и мелкими отправками, загружаемых целыми вагонами, только на подъездных путях и местах необщего пользования.
- Продажа билетов на все пассажирские поезда. Прием и выдача багажа.